# Llista de topònims d'Albatàrrec
Llista de topònims (noms propis de lloc) del municipi d'Albatàrrec, al Segrià
Informació actualitzada per un bot. Els canvis manuals es perdran quan s'actualitzi!

## casa
| imatge | Nom                 | Ubicat a   | instància de | Detalls                                                  | coordenades                                                                    | Protecció                                  | Commons (més fotos) | Dades a WD                    |
| ------ | ------------------- | ---------- | ------------ | -------------------------------------------------------- | ------------------------------------------------------------------------------ | ------------------------------------------ | ------------------- | ----------------------------- |
|        | Ca la Carme del Bep | Albatàrrec | casa         | Estil: arquitectura popular Estat: enderrocat o destruït | 41° 34′ 22″ N, 0° 36′ 20″ E / 41.57286°N,0.60551°E                             | bé integrant del patrimoni cultural català |                     | Modifica les dades a Wikidata |
|        | Cal Pitrera         | Albatàrrec | casa         | Estil: arquitectura popular 16th century                 | 41° 34′ 24″ N, 0° 36′ 11″ E / 41.57321°N,0.60316°E ca:Pl. Sant Roc, 6 142 msnm | bé integrant del patrimoni cultural català | Cal Pitrera         | Modifica les dades a Wikidata |
|        | Cal Pona            | Albatàrrec | casa         | Estil: arquitectura popular                              | 41° 34′ 20″ N, 0° 36′ 09″ E / 41.5723°N,0.60255°E                              | bé integrant del patrimoni cultural català |                     | Modifica les dades a Wikidata |

## castell
| imatge | Nom                  | Ubicat a   | instància de | Detalls                                                             | coordenades                                                                                   | Protecció                                            | Commons (més fotos)          | Dades a WD                    |
| ------ | -------------------- | ---------- | ------------ | ------------------------------------------------------------------- | --------------------------------------------------------------------------------------------- | ---------------------------------------------------- | ---------------------------- | ----------------------------- |
|        | Castell d'Albatàrrec | Albatàrrec | castell      | Estil: historicisme arquitectònic arquitectura popular 16th century | 41° 34′ 23″ N, 0° 36′ 11″ E / 41.572937°N,0.602955°E ca:Sant Gregori, 13, Albatàrrec 150 msnm | bé d'interès cultural bé cultural d'interès nacional | Castell-palau dels Espolters | Modifica les dades a Wikidata |
|        | Castell de Pedrós    | Albatàrrec | castell      |                                                                     | 41° 33′ 50″ N, 0° 37′ 51″ E / 41.5638038977966°N,0.630963455629674°E                          |                                                      |                              | Modifica les dades a Wikidata |

## masia
| imatge | Nom                       | Ubicat a   | instància de | Detalls                     | coordenades                                                          | Protecció                                  | Commons (més fotos) | Dades a WD                    |
| ------ | ------------------------- | ---------- | ------------ | --------------------------- | -------------------------------------------------------------------- | ------------------------------------------ | ------------------- | ----------------------------- |
|        | Mas del Plana             | Albatàrrec | masia        |                             | 41° 33′ 44″ N, 0° 37′ 02″ E / 41.562086248153°N,0.61720762255106°E   |                                            |                     | Modifica les dades a Wikidata |
|        | Mas del Tano              | Albatàrrec | masia        |                             | 41° 33′ 25″ N, 0° 37′ 50″ E / 41.556959054251°N,0.63058564826259°E   |                                            |                     | Modifica les dades a Wikidata |
|        | Mur d'una masia           | Albatàrrec | masia        | Estil: arquitectura popular | 41° 34′ 13″ N, 0° 35′ 59″ E / 41.570399°N,0.59971°E                  | bé integrant del patrimoni cultural català |                     | Modifica les dades a Wikidata |
|        | Torre Culler              | Albatàrrec | masia        |                             | 41° 34′ 27″ N, 0° 36′ 39″ E / 41.5741295243447°N,0.610724213786166°E |                                            |                     | Modifica les dades a Wikidata |
|        | Torre Esquerder           | Albatàrrec | masia        |                             | 41° 34′ 30″ N, 0° 36′ 36″ E / 41.5748642703616°N,0.610109417685445°E |                                            |                     | Modifica les dades a Wikidata |
|        | Torre Farragut            | Albatàrrec | masia        |                             | 41° 34′ 26″ N, 0° 37′ 08″ E / 41.5740262088023°N,0.618763870445106°E |                                            |                     | Modifica les dades a Wikidata |
|        | Torre Nova                | Albatàrrec | masia        |                             | 41° 34′ 05″ N, 0° 36′ 25″ E / 41.5681408293898°N,0.606855486036523°E |                                            |                     | Modifica les dades a Wikidata |
|        | Torre de Ferrer           | Albatàrrec | masia        |                             | 41° 34′ 31″ N, 0° 37′ 56″ E / 41.5751662987043°N,0.632095310063306°E |                                            |                     | Modifica les dades a Wikidata |
|        | Torre del Camp de l'Amada | Albatàrrec | masia        |                             | 41° 34′ 36″ N, 0° 36′ 32″ E / 41.576586983367°N,0.608930408970891°E  |                                            |                     | Modifica les dades a Wikidata |
|        | Torre del Cisco           | Albatàrrec | masia        |                             | 41° 33′ 58″ N, 0° 37′ 15″ E / 41.5661965880548°N,0.620790429059798°E |                                            |                     | Modifica les dades a Wikidata |
|        | Torre del Veterinari      | Albatàrrec | masia        |                             | 41° 34′ 11″ N, 0° 35′ 46″ E / 41.5697913609741°N,0.59618073089511°E  |                                            |                     | Modifica les dades a Wikidata |
|        | Torre del Vinyes          | Albatàrrec | masia        |                             | 41° 34′ 13″ N, 0° 36′ 12″ E / 41.5701815273003°N,0.603218185997537°E |                                            |                     | Modifica les dades a Wikidata |
|        | la Caseta del Canal       | Albatàrrec | masia        |                             | 41° 34′ 44″ N, 0° 36′ 51″ E / 41.5789199655038°N,0.614145968693704°E |                                            |                     | Modifica les dades a Wikidata |

## muntanya
| imatge | Nom              | Ubicat a   | instància de | Detalls | coordenades                                                         | Protecció | Commons (més fotos) | Dades a WD                    |
| ------ | ---------------- | ---------- | ------------ | ------- | ------------------------------------------------------------------- | --------- | ------------------- | ----------------------------- |
|        | Tossal Petit     | Albatàrrec | muntanya     |         | 41° 34′ 04″ N, 0° 37′ 41″ E / 41.56772278°N,0.628125°E 189.7 msnm   |           |                     | Modifica les dades a Wikidata |
|        | Tossal de Pedrós | Albatàrrec | muntanya     |         | 41° 33′ 51″ N, 0° 37′ 54″ E / 41.56416389°N,0.63157778°E 229.5 msnm |           |                     | Modifica les dades a Wikidata |

## Misc
| imatge | Nom                             | Ubicat a                                                             | instància de                                   | Detalls                                      | coordenades | Protecció                                  | Commons (més fotos)                | Dades a WD                    |
| ------ | ------------------------------- | -------------------------------------------------------------------- | ---------------------------------------------- | -------------------------------------------- | --- | ------------------------------------------ | ---------------------------------- | ----------------------------- |
|        | Ajuntament d'Albatàrrec         | Albatàrrec                                                           | casa consistorial                              | Estil: arquitectura popular 19th century     | 41° 34′ 22″ N, 0° 36′ 15″ E / 41.57277°N,0.60425°E ca:Pl. Sant Salvador, 23 142 msnm                                                          | bé integrant del patrimoni cultural català | Ajuntament d'Albatàrrec            | Modifica les dades a Wikidata |
|        | Albatàrrec                      | Albatàrrec                                                           | entitat singular de població capital municipal | 2247 hab                                     | 41° 34′ 25″ N, 0° 36′ 29″ E / 41.57372517°N,0.60793257°E 149 msnm                                                                             |                                            |                                    | Modifica les dades a Wikidata |
|        | Pedrós                          | Albatàrrec                                                           | vèrtex geodèsic                                | Alt: 1.2m                                    | 41° 33′ 51″ N, 0° 37′ 54″ E / 41.564161°N,0.631561°E 230.015 msnm                                                                             |                                            |                                    | Modifica les dades a Wikidata |
|        | Polígon industrial Pla del Dolé | Albatàrrec                                                           | polígon industrial                             |                                              | 41° 33′ 35″ N, 0° 37′ 23″ E / 41.5597247778486°N,0.623150384085062°E                                                                          |                                            |                                    | Modifica les dades a Wikidata |
|        | Sant Salvador d'Albatàrrec      | Albatàrrec                                                           | església                                       | Estil: arquitectura barroca 18th century     | 41° 34′ 22″ N, 0° 36′ 11″ E / 41.5727°N,0.60317°E ca:C. J. Verdaguer 150 msnm                                                                 | bé integrant del patrimoni cultural català | Sant Salvador d'Albatàrrec         | Modifica les dades a Wikidata |
|        | Segre                           | Catalunya Pirineus Orientals                                         | riu curs d'aigua riu aurífer                   | Desemboca: Ebre Llarg: 265km Conca: 22400km² | 42° 24′ 09″ N, 2° 06′ 30″ E / 42.4025°N,2.1084°E 41° 21′ 48″ N, 0° 18′ 16″ E / 41.3633°N,0.3044°E                                             |                                            | Segre River                        | Modifica les dades a Wikidata |
|        | Sindicat Agrícola               | Albatàrrec                                                           | edifici                                        | Estil: noucentisme 20th century              | 41° 34′ 23″ N, 0° 36′ 17″ E / 41.57306°N,0.60477°E ca:Pl. Ramon Felip, 8 145 msnm                                                             | bé integrant del patrimoni cultural català | Sindicat Agrícola (Albatàrrec)     | Modifica les dades a Wikidata |
|        | canal d'Urgell                  | Noguera Urgell Pla d'Urgell Garrigues Segrià                         | canal de reg                                   | Desemboca: Segre Llarg: 144.2km              | 41° 55′ 47″ N, 1° 09′ 50″ E / 41.92977111111111°N,1.16391°E 41° 34′ 27″ N, 0° 34′ 37″ E / 41.57407111111111°N,0.5769580555555556°E            |                                            | Canal d'Urgell                     | Modifica les dades a Wikidata |
|        | canal de Seròs                  | Lleida Albatàrrec Montoliu de Lleida Sudanell Torres de Segre Aitona | canal                                          | Desemboca: Segre                             | 41° 37′ 16″ N, 0° 38′ 42″ E / 41.62121194444445°N,0.6450750000000001°E 41° 28′ 29″ N, 0° 27′ 13″ E / 41.47470194444445°N,0.4535580555555555°E |                                            | Canal de Seròs                     | Modifica les dades a Wikidata |
|        | era del Jaumesso                | Albatàrrec                                                           | cabana                                         |                                              | 41° 33′ 45″ N, 0° 37′ 19″ E / 41.5624363604313°N,0.62187578268441°E                                                                           |                                            |                                    | Modifica les dades a Wikidata |
|        | font de Sant Salvador           | Albatàrrec                                                           | font                                           | Estil: arquitectura eclèctica 20th century   | 41° 34′ 23″ N, 0° 36′ 15″ E / 41.57312°N,0.60414°E ca:Pl. Sant Salvador 142 msnm                                                              | bé integrant del patrimoni cultural català | Font de Sant Salvador (Albatàrrec) | Modifica les dades a Wikidata |